# 芒克
芒克（1950年—），原名姜世伟，是一位中国诗人，朦胧诗的代表人物之一。

## 生平
生于沈阳，1956年全家迁到北京市。1969年到河北省白洋淀插队落户。1978年与北岛共同创办文学刊物《今天》，并出版了处女诗集《心事》。1987年与其他人组织了“幸存者诗歌俱乐部”，并出版刊物《幸存者》。目前住在北京。

## 作品

### 诗集
- 《心事》（1978年出版）
- 《阳光中的向日葵》（1983年油印，1988年正式出版）
- 《芒克诗选》（1989年出版）
- 《今天是哪一天》（2001年出版）

### 小说
- 长篇小说《野事》 （2001年出版）